# Chanana

A Chanana (Turnera guianensis) é um arbusto da família das turneráceas, nativo das Guianas.